# مسابقة الابتكار الحكومي (البحرين)
تعد مسابقة الابتكار الحكومي في البحرين مبادرة رائدة تهدف إلى تعزيز ثقافة الابتكار والإبداع في القطاع العام وتطوير حلول جديدة للتحديات التي تواجه الحكومة والمجتمع. انطلقت هذه المسابقة كجزء من استراتيجية الحكومة البحرينية لتحسين الخدمات الحكومية وتعزيز الكفاءة مما يسهم في تحقيق التنمية المستدامة.
تجمع المسابقة بين موظفي الحكومة والمواطنين والمبتكرين لتقديم أفكار ومشاريع مبتكرة تساهم في تحسين الأداء الحكومي وتلبية احتياجات المواطنين. تركز المسابقة على استخدام التكنولوجيا الحديثة وأفضل الممارسات العالمية في مجال الابتكار مما يعزز من قدرة الحكومة على الاستجابة للتغيرات السريعة في بيئة العمل.

## أهمية الابتكار الحكومي بمملكة البحرين
في السنوات الأخيرة أصبح مفهوم الابتكار أكثر جاذبية للمسؤولين الحكوميين. كما يدرك رؤساء الحكومات الآن حيوية هذه الأداة لديمومة العمل وتميزه. وعلى الرغم من السمعة الواسعة لابتكار القطاع العام باعتباره رد فعل غير مدروس لحادث عرضي أو صدفة يفترض آخرون إن الابتكار يحدث فقط في أوقات الظروف غير المتوقعة سواء لمواجهة مشكلات غير عادية أو لتقديم مساعدة سريعة تمثل حلولا مبتكرة لتقليل النفقات. وفي كل حال يتطلب الابتكار في هذا القطاع ممارسات واعية ومتعمدة مثل الإدارة التحفيزية والتخطيط الاستراتيجي.
إن عدم القدرة على تصور نتائج الابتكار يخلق رؤية غامضة بين الموظفين العموميين ومواقف مترددة من صناع القرار علاوة على ذلك فإن طبيعة ونوع المؤسسة الحكومية وطبيعة النظام السياسي في الدولة هي كلها عوامل مرتبطة ارتباطاً وثيقا بالاتجاهات والنزعة الابتكارية. بمعنى إذا كانت مخرجات الابتكار واضحة ويمكن قياسها فإن تبني الابتكار يصبح فكرة جديرة بالاعتبار ومن ثم التطبيق.
عمومًا إن ما يقرر ما إذا كانت المؤسسة الحكومية مبتكرة من عدمه هو مدى انفتاحها على التغيير. فالمتتبع لظروف العصر الحالي يجد أن المشكلات التي تعاني منها المجتمع باتت أكثر تعقيدا من ذي قبل وبالتالي فهي تتطلب حلولا استباقية فعالة.
وفي سياق مملكة البحرين التي يعتمد اقتصادها على النفط شأنها في ذلك شأن دول مجلس التعاون الخليجي الأخرى يتضح بشكل متزايد سعي حكومة البحرين لتحقيق التنوع الاقتصادي عبر مصادر غير نفطية. وقد تحقق ذلك فعليا فقد ارتفع الناتج المحلي الإجمالي غير النفطي للبحرين من 64% في بداية القرن 21 إلى 80% في عام 2016 بمتوسط معدل نمو سنوي يبلغ 6.2% للفترة (2002-2016). كما تتجه البحرين بشكل جدي ليكون اقتصادها قائما على المعرفة والاستثمار في رأس المال البشري ومع ذلك تشير الدلائل إلى أن الابتكار في القطاع الحكومي لايزال مقتصرا على المبادرات ولم يصل بعد المرحلة أن يكون مدخلا أساسيًا لتطوير العمل الحكومي. علاوة على ذلك يأتي مفهوم الابتكار بشكل هامشي أو غير مهم في الرؤى الوطنية الرؤية الاقتصادية 2030.
وفي نهاية العقد الأول من القرن 21 شهد العمل الحكومي طفرة واضحة في مجال الابتكار فقد تغيرت النظرة للابتكار الحكومي في مملكة البحرين وقد انعكس ذلك في اتخاذ حكومة البحرين خطوات إيجابية لتعزيز ثقافة الابتكار ودمجها في الخدمات الحكومية من خلال طرح برامج عمل الحكومة الفصلية وإطلاق مسابقة الابتكار الحكومي والملتقيات الحكومية التي تناقش أبرز التحديات والتطلعات في جلسات عمل مكثفة.
وبالنظر للقوى العاملة البحرينية فهي تمتلك من المؤهلات الأكاديمية والمعرفة والموهبة والخبرة ما يتناسب مع متطلبات سوق العمل المتغيرة ويكفل دستور البحرين 1973 والإصدار الأحدث من دستور مملكة البحرين (2002) مستويات عالية نسبيًا من الحرية لمؤسسات القطاع العام من أجل تحقيق أهدافها ورؤاها من هذا المنطلق ووفقا لمبدأ فصل السلطات تعمل وزارات وهيئات البحرين الحكومية في ضوء خططها وأهدافها الاستراتيجية الخاصة بها والتي في واقع الأمر لا تخرج عن إطار الاستراتيجية العامة للدولة.

## مسابقة الابتكار الحكومي - فكرة
تعد مسابقة الابتكار الحكومي "فكرة" مبادرة عصرية أطلقها رئيس حكومة البحرين الحالي الأمير سلمان بن حمد آل خليفة عام 2018 حيث دعا شخصيًا كافة موظفي القطاع العام للمشاركة بأفكارهم ومشاريعهم لتطوير الأداء الحكومي.
إن الخط الزمني للمسابقة يبدأ بتقديم الطلبات للمسابقة فور إعلان فتح باب القبول ويمكن المشاركة كأفراد أو كفريق حتى أربعة أفراد على أن يستهدف المشاركون من خلال المشاريع والأفكار لتطوير الخدمات الحكومية أو تحسين الأداء الحكومي وفور تلقي المشاريع إلكترونيا تقوم لجنة خاصة بتقييم أولي ثم تتم مراجعة المشاركات من قبل عدة لجان قبل أن يتم تقييمها النهائي من قبل لجنة وزارية رفيعة المستوى. كما يسمح للجمهور أيضا بالتصويت لأفكارهم المفضلة والتي يتم بعد ذلك تنفيذ أفضلها من قبل الجهات الحكومية ذات الصلة.
ومنذ النسخة الأولى التي شهدت مشاركة واسعة إذ تلقى القائمون على المسابقة 565 فكرة في عامها الأول. وواصلت النسخ المتلاحقة استقطاب اهتمام الكوادر الوطنية وانعكس ذلك في تطور المشاركات ذاتها في كل عام وتطورها النوعي.
ويتم اختيار 40 فكرة بشكل أولي ثم 12 فكرة في المرحلة النهائية يستعرض خلالها المشاركون بشكل مباشر مشاريعهم أمام اللجنة الوزارية بحضور عدد من المسؤولين الحكوميين وسط تغطية إعلامية. ويستمع المتأهلون لتعليقات أعضاء اللجنة كما يجيبون على أي استفسارات ويجادلون بشكل علمي وموضوعي ويدافعون عن أحقية مشاريعهم بالفوز وفي كل حال عقب كل نسخة تحظى أغلب الأفكار باهتمام بالغ من قبل الوزراء والمسؤولين التنفيذيين حيث يستقبل كل وزير أو رئيس مؤسسة حكومية المشاركين الممثلين للوزارة أو الجهة التي يرأسها للاطلاع على تفاصيل المشاريع المقدمة وبحث إمكانية تنفيذها بغض النظر عن تأهلها أو فوزها بالمسابقة، في بادرة تعكس الاهتمام.

## النتائج